# 厦门战役 (1949年)
厦门战役，又称厦鼓战役，也和之前进行的漳州战役合称漳厦战役，与随后的金门战役合称为漳厦金战役，是第二次国共内战时期的一场战役。1949年4月的渡江战役胜利后，中国人民解放军乘胜南下作战，國軍节节败退，解放军相继攻克南京、上海、福州等城市。1949年9月中旬，解放军第十兵团决定发动漳厦金战役，以攻克闽南沿海地带的漳州、厦门和金门。9月19日，解放军发起漳厦金战役第一阶段漳州战役，25日，攻克漳州。之后，解放军决定发动厦门战役。10月15日，解放军第29军、31军各一部发起厦门战役，经过数日激战，于10月17日擊敗守卫厦门的國軍，攻克厦门。这是解放军一次成功的渡海登陆作战。

## 战役背景
国共内战经过1948年底的三大战役，解放军已取得了绝对优势。1949年4月20日，解放军发起渡江战役，渡过长江，国军节节败退，南京、上海、杭州、福州等城市相继被解放军攻克。
1949年8月解放军第三野战军第十兵团发起福州战役，8月17日攻克福州。成立福建省人民政府和福建军区，张鼎丞任省政府主席，叶飞、方毅任副主席；第十兵团兼福建军区，叶飞任司令员，张鼎丞任政委，韦国清任副政委。韦国清担任福州市军管会主任。以第28军第84师警备福州市，第83师2个团留守闽北，叶飞率第10兵团主力2个军又1个师另1个团继续南下至泉州地区。并逐步形成了在厦门、金门外围自东向西展开第28军、第29军、第31军，以31军攻漳州，以29军主力攻占厦门以北的澳头、集美等地，尔后以31军、29军主力攻取厦门，以28军、29军各一部攻取金门的态势与部署。 
蒋介石撤销了福州绥署和在平潭島戰役中戰敗的李延年第6兵团建制，成立东南军政长官公署（主任为陈诚）厦门分署，汤恩伯任分署主任兼福建省主席，统一指挥刘汝明第8兵团（位于漳州、厦门）、李良荣第22兵团（位于金门，李良荣为闽系国军出身），共13个师约7万余人，以屏障台湾。蒋介石还将位于潮汕地区的胡琏第12兵团划归汤恩伯指挥，另将台湾的第201师增调至金门。

## 战役前奏
在福州等闽北、闽东等地基本稳定下来后，解放军决定发动漳厦金战役，初步决定，第一阶段攻克漳州，第二阶段攻克厦门和金门。
29军于9月11日攻占湄州岛。9月14日28军攻占大练岛。9月16日夜，解放军第28军一次性渡海3个师9个团向平潭岛发起攻击，至16日攻克平潭岛，歼灭守军第74军、第73军8,000余人。同时，第29军一部攻占了南日岛。平潭岛与南日岛战斗扫清了第十兵团主力南下闽南作战的濒海交通补给线。
9月18日，开始第一阶段的漳州战役。解放军第31军第一梯队的第93师、第92师由南安、安溪兵分两路向漳州进军，第29军由泉州向澳头、集美地区进军。19日，第93师主力占领同安，第279团抢占了江东桥，漳州守军第68军当天下午弃城向东南撤逃。20日凌晨，由漳州弃城东逃的国军第68军军部及所属81师在石码镇等船逃往厦门，遭到解放军第275团3营追击突袭，国军第68军参谋长张星伯被迫率部投降。至25日，第29军攻占了海澄、港尾、嵩屿、集美、澳头等地。第10兵团的漳州战役共歼敌2万3,000余人，基本肃清了福建陆上的国军。
从9月26日，十兵团在泉州召开作战会议，研究攻击厦门和金门的方案。当时提出了三个方案，即：1、金厦并取 2、先金后厦 3、先厦后金。经过讨论，会议决定采取第一方案，金厦并取。10月4日，兵团下达作战预令：以31军3个师、29军2个师，共5个师进攻厦门；以28军1个加强师并指挥29军2个团，共2个师进攻金门。据当时的战役指挥叶飞后来回忆，当时的准备工作主要是准备船只。船只问题，在之前攻取平潭、泉州时也发生过，同样是因为这个原因，进攻厦门、金门的时间已经推延了三次。在中共龙溪地委、晋江地委的协助下，十兵团于石码、同安、南安、晋江沿海一带征集了木船630余条、船工1,600余人，并制作了大量简便救生漂浮器材。至十月上旬，解放军29军只有载运3个团的船只，31军有3个多团的船只，而28军只有一个多团的船只。闽南沿海载重5吨的虎网船，每条船上4个人摇橹，坐着40名战士，配备一挺重机枪，两片大水泥板挡在船头作掩护。船上配备用木板和竹子做成的三角板用作救生。 十兵团领导决心改变原定方案，先攻取厦门，而后攻击金门，于10月7日把这一决心电报给三野首长。
蒋中正于10月8日率军政要员多人抵厦门巡视。
10月9日夜解放军第29军87师259团加强28军84师251团第2营发起大嶝岛登陆战，至10日晚，全歼守军，夺占该岛。11日夜，28军84师251团乘胜攻占小嶝岛。15日，28军82师245团攻占角屿。共计歼灭国军25军40师118团、119团，后增援18军11师31团共计三个多团，完成了进攻厦门的前期扫清外围任务。
10月11日，第三野战军电复10兵团：
为防敌逃跑，最好同时攻打厦门、金门，但从敌我双方实际情况考虑，以5个师攻打厦门有把握，同时以2个师攻打金门是否有把握？如条件比较成熟，则可同时发起攻击。否则是否以一部兵力（主要加强炮火封锁敌船阻援与截逃）牵制金门之敌，此案比较妥当。究竟怎么打，请你们依实情办理，自行决定之。
10兵团根据三野这一指示，遂决定以第31军及第29军攻取厦门，以第28军攻取大、小嶝岛，并作攻金门的准备，待攻占厦门后，再打金门。 10月13日，第10兵团作出进攻部署：以第31军在鼓浪屿至石湖山码头地段登陆突破，以第29军主力2个师在石湖山码头东侧至五通码头地段突击上陆；登陆部队首歼北半岛之國軍，尔后南北夹击歼灭南半岛之國軍；以第28军1个师又1个团位于莲河、围头一带，监视并以少量炮火牵制金门之国军，如金门国军增援厦门或撤退台湾，则立即对金门发起攻击。

## 战役过程
1949年10月15日，解放军第31军及第29军2个师的兵力正式发起厦门战役，其中第一梯队渡海7个团。解放军第31军军长周志坚、政治委员陈华堂决定：以第91师并加强第93师第277团分两路从鼓浪屿西部和西南突出部登，得手后继向厦门岛攻击；以第92师在厦门岛西北之石湖山至寨上地段突击上陆，会同29军主力攻占北半岛，尔后向南半岛进攻；以第93师279团为军预备队，第278团守备龙海县岛美地区，保障九龙江西侧翼安全。
29军政治委员黄火星、副军长段焕竞决定：以第85师分两路从高崎两侧之棣寮、神山登陆突破，以第86师由钟宅、壕口之间突击上陆，巩固登陆场后，首先肃清北半岛之敌，尔后向东南发展进攻；以87师259团为军预备队。
厦门岛守军为汤恩伯所属的刘汝明第8兵团部、曹福林第55军全部、（第22兵团第5军的）第166师及从漳州方向逃来的68军余部，总兵力3万余人。防御部署为：以齐装满员的第74师守厦门北半岛东渡至钟宅一带；以第181师守东面的坂美至何厝一线；以第29师第87团和要塞守备总队守厦门市区；以第29师第85、第86团两个团守鼓浪屿；以第5军第166师和第68军残部位于东南部之石胃头、胡里地区。汤恩伯采纳了日本顾问根本博（化名「林保源」）提出的「重金轻厦」方案，认为厦门地理上处于闽南陆地的三面包围之中，有20万人口，补给供应负担极大，不利于持久坚守；而金门地理上距离大陆相对较远，人口少，易于建成军事基地。湯恩伯据此建议将指挥机构先行撤至小金门，湯恩伯本人驻「锡麟」号轮船在金厦之间机动，以主力嫡系第5军守小金门岛，经过台湾整训后增援金厦的主力部队第201师、第25军、战车一营等增援金门岛，仅把未经整训的原西北军刘汝明、曹福林第55军杂牌部队守卫厦门岛。这也造成了叶飞误认为国军即将自厦门岛撤逃。10月15日当晚，汤恩伯总司令在厦门岛虎头山总部欢宴由台湾省参议员谢汉儒（恰与叶飞是嫡亲姑舅表兄弟）为团长的“台湾省各界金厦慰劳团”全体人员，国民党厦门市党、政、军、警、工、商各界要员作陪。

### 强攻鼓浪屿
厦门战役由10月15日晚解放军第31军第91师加强第277团进攻鼓浪屿拉开序幕。进攻鼓浪屿，是为了迷惑国军，使之误判解放军进攻目标。
10月15日下午15时40分，解放军第91师炮兵对鼓浪屿破坏性射击，但命中率不高。18时，91师271团和93师277团各2个营开始分别从海沧港、海澄沙坛起渡向鼓浪屿进发。船队摇橹到鼓浪屿需要航渡数小时，当天又是东北风劲吹逆风搏浪，大部船只被风浪冲散，有的断桅破帆，有的被吹回原岸；只有少数船只到达登陆地段，至据鼓浪屿岸边200米左右的时候，受到国军猛烈的火力拦阻，解放军与支前船工伤亡惨重。21时30分后，零星船只开始抵滩登陆。解放军个别小分队突入滩头前沿阵地后，援绝弹尽，大部陣亡。解放军第271团（“济南第二团”）团长王兴芳指挥抢滩时中弹陣亡，1营教导员于连沂陣亡，登岛的第1、2营各连连长大都阵亡。因为鼓浪屿的激烈战斗，汤恩伯被解放军成功迷惑，判断失误，认为解放军是要先攻占鼓浪屿，然后从鼓浪屿进攻厦门市区。于是，他将一个师投入鼓浪屿，包围了解放军登陆部队，同时他还将其控制于厦门腰部的机动部队南调。之后，鼓浪屿战斗更为激烈，登陆鼓浪屿的解放军最后以几乎全部阵亡的代价牵制住了国军，支援了解放军对厦门岛的登陆作战。
15日23时后，第91师第二梯队的第273团3个营出发起渡，同样因为风浪大的原因，大部分船只漂回，只有两个排登陆上岸。16日12时，31军命令91师暂停攻击，总结经验教训，准备再战。强攻鼓浪屿虽然失利，但却牵制了厦门岛腰部的国军机动部队，为在北半岛登陆创造了有利条件。

### 登陆厦门岛
就在解放军开始强攻鼓浪屿之后，解放军29军两个师、31军一个师组成的先头登陆部队于中午12时分别由北、西、东北三个方向起航，开始进攻厦门岛。当夜强劲的东北风对解放军在厦门岛北部登陆是极为有利的。 
西段，15日19时解放军第92师第一梯队的3个营（属于274团、275团）由鳌冠、郭厝起航，向石湖山、寨上偷渡。20时许先头部队抵滩，恰逢落潮，仅有最前头的几条船的几个排成功上岸，其余的大部船只在距岸近千米的陷膝盖的淤泥滩上搁浅。守军发现后在探照灯照射下对船队进行疯狂射击。上岸的几个排随即转入强攻，与守军展开殊死战斗，以掩护困在深陷的淤泥滩上的几个营。274团8连3排剩余的12人首先在石湖山西南突出部上陆，占领了40米交通壕，陷于险境苦战4小时，击退国军5次进攻，并攻占了山腰一个地堡，最后在友邻第255团的支援下占领了山头阵地。此时，海水开始涨潮，困在淤泥滩上的92师一梯队的几个营人员先是卧倒趴着，后是坐着，然后站着，最后海水淹没他们的胸部及脖子了，海面仅露出一片片几百个脑袋。275团团长王亚明、团政委林风从陆地派出第5连渡海增援。友邻的29军85师255团在北侧的神山登陆成功，策应西段抵滩的第92师一梯队通过了泥潭，西段部队继续向寨上进攻。16日3时许，274团1营在寨上突出部登陆突破，该团2营一部也在寨上薛厝之间登陆成功。至16日晨，92师上岸的4个营突破石湖山、寨上一线，占领前沿阵地。
中段，第29军第85师第一梯队2个团在集美东北海湾登船。第255团第1、第2营于15日20时起渡，20时40分在神山抵滩。国军重兵防守此处，但由于解放军是乘夜进攻，国军没有发觉，解放军下船后通过800米泥滩，22时攻占神山、随后攻克殿前，策应右邻92师通过滩涂泥潭在寨上等地上岸。第255团的第二梯队的第3营因遭守军拦阻射击，搁浅于高崎西侧海滩，就地强行登陆，22时攻占埔仔，随后攻克坑园山。第85师第254团于15日20时45分起渡，21时许于高崎东侧俄白莲尾、湖莲一线抵滩，先头班越过堑壕时，守军才察觉，至22时30分，攻占了白莲尾、尤厝、陈厝、王厝一带。继向纵深和两侧发展，于16日7时攻克被守军称为“海上堡垒”的坚固设防的高崎，全歼高崎、坑园山、陈厝守军。该团7连攀登10米高的陡壁，一举夺占高崎机场，天亮后击退了数倍于已的国军的反击，迫使其丢下1架运输机和几辆被炸坏的坦克逃走。 
东段，86师第一梯队的第256团（加强第257团2营）由刘五店、澳头起航，第1、3营和256团指挥所于19时50分抵达钟宅、下马一线预定岸滩，这里多陡壁，经人工削修，高达三四丈。因此国军根本没想到解放军会从这里登陆。解放军上岸部队两个营在夜色掩护下，顺利登上陡壁。随后，第1营向钟宅进攻，第3营向下马、墩上进攻。天亮后，守军2个营在坦克引导下进行反击，256团第1营被迫退出钟宅；后在第二梯队的配合下，该营又夺回了钟宅。256团第3营发展较顺利，于16日6时前攻占了下马、墩上、岭下一带。解放军第86师第一梯队的另2个营因受风浪影响，未能按指定的登陆点上陆。第257团第2营被冲到草鞋屿搁浅。第256团第2营则被冲散到五通道一带上陆，其中一部于坂美附近抵滩，上陆后遭到守军火力夹击，伤亡很大。第256团第5连5个班占领了一小块滩头阵地，在敌众我寡、三面受敌的险恶情况下英勇作战，击退守军的多次反击，坚守到敌人撤退，起了牵制守军兵力、策应团主力登陆突破的作用。
16日凌晨，解放军已经全面突破国军厦门北半岛的防御。解放军迅速向周围扩张，在沿岸建立起稳固的登陆场，至16日上午9时，北半岛登陆完全成功。后续起渡解放军陆续在高崎登陆、集结。上午11时，汤恩伯把原驻厦门岛腰部、已增援鼓浪屿的机动部队北调到高崎反击，被解放军一举击溃，解放军军即由高崎向厦门本岛腰部追击。 至16日中午，31军攻占湖里、塘边，29军攻占园山、枋湖，基本控制了北半岛，巩固、扩大了登陆场，后续部队源源上陆。

### 战役尾声
16日下午，解放军推进到岛腰的仙洞山、松柏山、圆山和薛岭山一线。 汤恩伯和8兵团司令官刘汝明收罗余部、调动机动部队向厦门岛的腰部松柏山、园山、薛岭山、仙洞山一带解放军发起反击。其中，攻占松柏山的解放军第92师第274团第1营和第2营一部，施放烟幕迷盲对地轰炸的国军飞机，以顽强地近战打退国军1个团兵力（第74师第222团）在飞机轰炸掩护下的5次进攻，第222团团长阵亡；国军又出动6辆十轮卡车运载毛森的厦门警备司令部特务营向松柏山增援，解放军第274团以突然猛烈火力将进入山口的国军特务营打垮。
16日黄昏，国军向北反攻的计划彻底失败，动摇了固守厦门的决心，汤恩伯急呼台湾派舰艇接应，各部开始向东南岸之黄厝、曾厝垵一带集合，准备海上撤退。16日入夜后，解放军10兵团首长查明情况后即令各部大胆穿插分割，追歼国军。29军主力分路直插云顶岩、自来水厂、厦大和石胃头、黄厝、曾厝垵，当晚至次晨于文灶、南普陀、黄厝歼灭国军各一部。31军92师向市区挺进，并向东追击，于碧云寺西街口、胡里山附近各歼逃军3,000余人。第91师第273团第2、第3营从厦门市区南部登陆，策应92师行动；其中第一梯队的第2营2个连于17日晨顺利登陆，并突入市区，俘获国军400余人。解放军第91师第272团第2营于鼓浪屿西北端登陆，来不及撤往金门岛的1,428人投降，佔領鼓浪屿。
汤恩伯乘小艇撤往台湾，据叶飞后来回忆，汤恩伯到达岸边时，正遇上退潮，船只无法靠岸，他通过监听知道的很清楚，曾数次命令要活捉汤恩伯，但由于追击部队只顾追击，不向后方联络，仍旧让汤恩伯成功逃脱。
10月17日上午9时，解放军274团3营和275团1营将企图海上撤退的国军压缩在厦门岛南端的白石炮台附近，上午11时，逃至塔头、白石炮台附近的国军第74师师长李益智率部投降，厦门全岛易手。国军除高级将领及166师大部撤往小金门岛外，其余2.7万人被歼。在廈門辦公的各機關未及撤出。

## 战役结束后
厦门战役，解放军歼敌2万7,000余人，其中毙敌2,000余人，俘虏2万5,000余人，而解放軍271团团长王兴芳以下指战员、支前船工、地下党员、地下工作者和共产党领导的革命学生共2,418人陣亡。厦鼓战役中，解放军共傷亡8,000餘人。其中29军伤亡1,303人，毙伤俘敌6,686人；31军伤亡伤亡3,128，俘敌1.36万。
漳厦战役从1949年9月16日进攻平潭岛至10月17日攻克厦门，共历时一个月整，歼灭国军1个兵团部、1个要塞司令部、2个军部、7个师及其他部队，共5.1万余人。 
厦门战役的教训是航渡和抢滩阶段掌握部队困难，船只被风吹散、船队进攻队型混乱、登陆地点不当、突击队抵滩后难以上岸、登陆现场指挥困难、登陆部队与陆地的通讯联络中断，担任主攻的七个团除了271团团长王兴芳以外其余六个团的团长都没能够随第一梯队各营上岸，部队的伤亡主要发生在登陆上岸之前。随后的攻取金门吸取了厦鼓战役的经验教训，战斗表现很大改观：船队均安全、准确在预定地点抢滩（只有自莲河出发的第244团第2营船队因误跟了251团船队而向西偏航，未在预定地点而是在251团和253团之间登陆）、人员成功登岸、带队的团干部与第一梯队各营一起登陆、与陆上指挥部的无线电通信始终保持着联系，部队登陆时的数量和战斗力也基本保持完整。古寧頭战役的问题出在登陆部队向纵深展开猛攻之后。时任国军第19军军长的刘云瀚在回忆录《纪金门古宁头之役》中，就古寧頭战役国军防御检讨的第一条即是：水际战斗收效不大。
由于韓戰的爆发，中央军委解除了福建前线再攻金门的作战任务，国共金厦对峙的局面初步确定。

### 引用
1. ↑  .   [2015-01-21]. （原始内容存档于2016-03-04）.
2. ↑  《中国人民解放军第三野战军战史》编写组 编著 《中国人民解放军第三野战军战史》 解放军出版社 1996年7月出版 ISBN 978-7-5065-5397-1 第七章 进军福建，追歼逃敌。开展新区工作 第三节 漳厦金战役 之 解放厦门岛 P386
3. ↑  .   [2009-12-17]. （原始内容存档于2012-12-19）.的存檔，存档日期2012-12-19.